# ميغيل أنخيل لوبيز (لاعب كرة قدم)
ميغيل أنخيل لوبيز (بالإسبانية: Miguel Ángel López) هو لاعب كرة قدم ومدرب كرة قدم أرجنتيني في مركز الدفاع، ولد في 1 مارس 1942 في قرطبة في الأرجنتين. لعب مع إنديبندينتي وريفر بليت.

## وصلات خارجية
- ميغيل أنخيل لوبيز على موقع الاتحاد الأوربي (الإنجليزية)
- ميغيل أنخيل لوبيز على موقع قاعدة بيانات كرة القدم.إي يو (الإنجليزية)
- ميغيل أنخيل لوبيز على موقع ناشيونال فوتبول تيمز (الإنجليزية)